# 아메리칸 코커 스패니얼

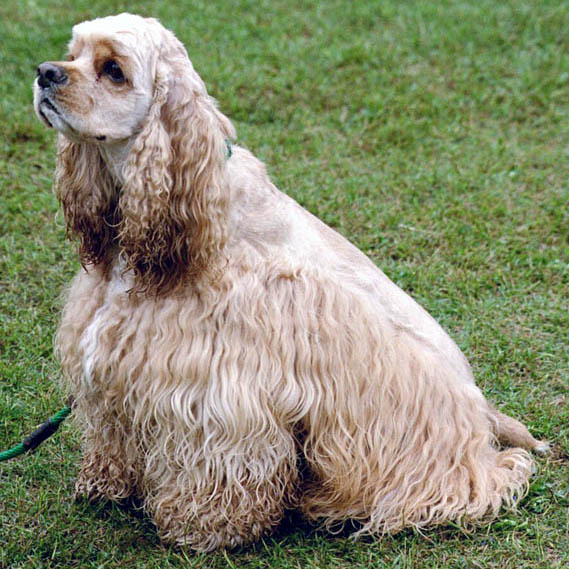
아메리칸 코커 스패니얼

아메리칸 코커 스패니얼 (American Cocker Spaniel)은 미국 원산의 스패니얼 종류의 개이며, 코커 스패니얼의 종류중 하나이다. 순한 외모와 달리 야생미가 있는 종이다.
아메리칸 코커 스패니얼은 영국에서 미국으로 건너온 영국인들이 데리고 있던 개들 (잉글리시 코커 스패니얼) 중 코가 더 짧은 것 개들을 교배시켜 탄생했다.  